# 바이스호른
바이스호른(Weisshorn, 흰봉우리/산이라는 의미)은 스위스와 알프스의 주요 봉우리로, 해발 4,506m에서 정점을 이룬다. 페나인 알프스의 일부이며, 발레주의 아니비에 와 체르마트 계곡 사이에 있다. 후자의 계곡에서 바이스호른은 몬테로사와 마터호른과 함께 체르마트를 둘러싼 많은 4,000m대 봉우리 중 하나이다.
바이스호른은 가이드 JJ 베넨과 울리히 벵거와 함께 아일랜드 물리학자 존 틴돌이 1861년 란다에서 처음 등정했다. 현재는 바이스호른 산장이 일반 루트로 이용되고 있다. 바이스호른은 피라미드 모양과 새하얀 경사면으로 인해 많은 산악인들이 알프스와 스위스에서 가장 아름다운 산으로 간주한다.
1991년 4월과 5월에 비스 빙하 아래 대산괴의 동쪽에 있는 란다 마을 위의 절벽에서 두 번의 연속적인 암석 붕괴가 발생했다.

## 지리
바이스호른은 시에르와 피스프 사이의 론강에서 남쪽으로 약 25km 떨어진 발레주의 남쪽 주에 위치하고 있다. 서쪽의 아니비에 계곡(Val d'Anniviers)와 동쪽의 마터탈을 분리하고, 북쪽의 투르트만탈을 둘러싸고 있는 남북 방향 사슬의 정점이며, 이 계곡 사이의 삼중점은 주요 정상 바로 북쪽에 있다. 바이스호른은 마터탈을 가로질러 약간 더 높은 돔산과 마주하고 있으며, 란다 마을은 이 두 정상에서 3100m 아래에 있다. 돔(Dom) 다음으로 바이스호른은 두 번째로 높은 알프스 정상으로 주산맥과 전체 스위스 내. 바이스호른 범위의 양쪽에서 물은 나비장스(Navizence, 서쪽)와 피스파(동쪽)를 통해 론강으로 끝난다. 바이스호른과 돔은 지날로트호른(Zinalrothorn), 당블랑쉬, 당데랑, 마터호른과 알프스에서 두 번째로 높은 몬테로사와 함께 체르마트 지역을 둘러싸고 있는 4000m 높이의 봉우리 중 두 개에 불과하다.
바이스호른은 피라미드 모양을 하고 있으며 정상에서 가파르게 내려오는 3개의 능선으로 면이 분리되어 있다. 이 중 2개는 거의 일직선상에 있는데, 하나는 대략 북쪽으로, 다른 하나는 남쪽으로 뻗어 있다. 세 번째 능선은 이 두 가지와 거의 직각을 이루며 거의 정동쪽으로 뻗어 있다. 북쪽과 동쪽 박차 사이의 구획에는 비스 빙하(Bisgletscher)가 있다. 길고 매우 가파른 눈 경사면으로 정상과 연결되어 있다. 동쪽과 남쪽 박차 사이 구획에는 샬리 빙하(Schaligletscher)가 있다. 이 빙하의 분지 전체에는 가파른 암석들이 솟아 있다. 단 한 두 곳은 눈이 내리는 곳을 제외하고는 예외이다. 마지막으로, 서쪽에 있는 산은 암석 벼랑의 하나의 거대한 면을 보여준다. 이면은 바이스호른 빙하와 모밍 빙하 위로 솟아 있다. 북쪽 박차는 정상 아래 상당한 거리에서 투르트만 빙하를 둘러싸는 두 가지로 갈라진다. 동쪽 지점은 바이스호른요흐를 가로질러 산과 비스호른(4,153m)을 연결한다.

## 지질

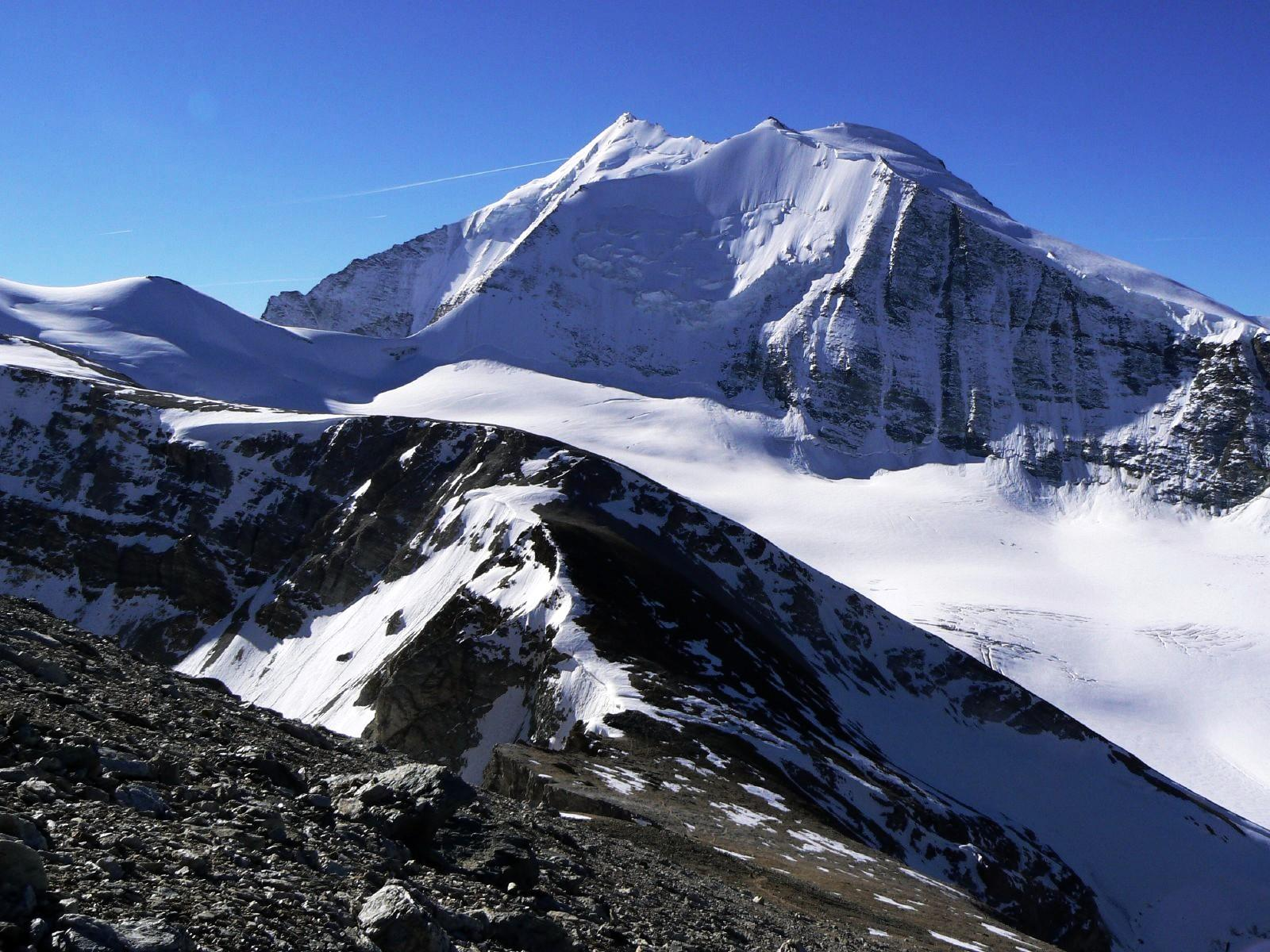
바르호른

바이스호른은 오스트로알파인 나페에 속하는 클리페인 당블랑쉬 나페(Dent Blanche nappe)의 정점이다. 산은 편마암으로 구성되어 있다. 서쪽면은 또한 백악기의 퇴적암으로 구성되어 있다.

## 등반사
1861년 8월 19일 물리학자 존 틴돌이 가이드 JJ 베넨과 울리히 벵거와 함께 이 산을 처음 등정했다. 그들의 여정은 오늘날 산을 오르는 일반적인 루트인 바이스호른헛에서 시작하는 동쪽 능선과 일치한다.

### 1860년 시도

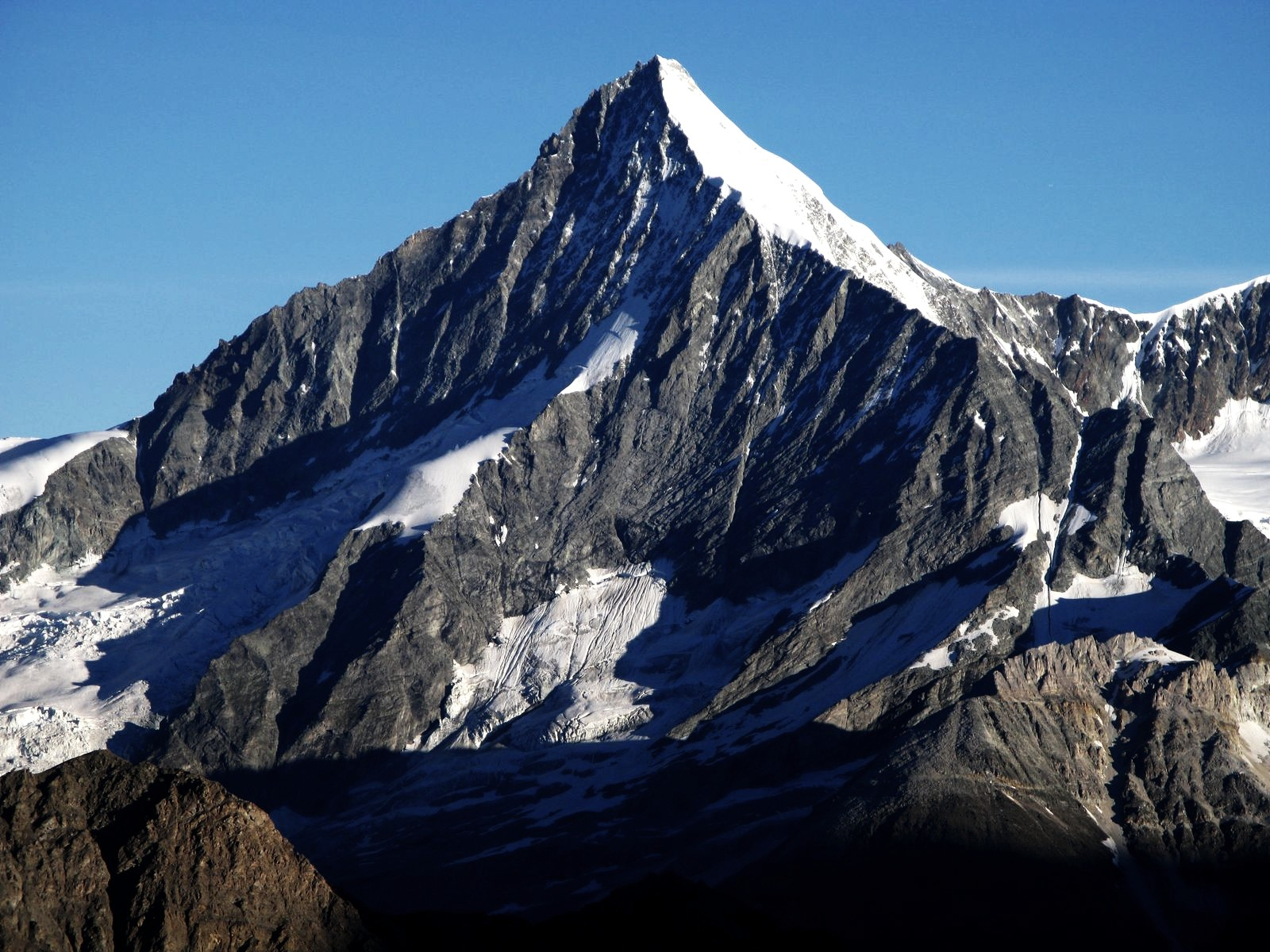
샬리 빙하 위의 샬리그라트 남동면

1860년 CE 매튜스가 남측면에서 시도했다. 그는 멜키오르 안데레그와 함께 체르마트에 왔다. 요한 크로니크를 두 번째 가이드로 고용했다. 그들은 샤겔른베르크알프의 오두막에서 자고 7월 1일 아침 1시 반에 시작했다. 빙퇴석을 건너 그들은 빙하의 가파르고 울퉁불퉁한 부분에 도달할 때까지 걸었다. 그리고 이 장애물을 약간의 어려움으로 돌면서 그들은 약 5시 방향에 빙하의 상부에 도달했다. 그들은 산등성이가 신선한 눈으로 두껍게 덮인 것을 보았고, 정상에서 약 240m 아래에 있는 작은 암석 조각을 제외하고는 전체 덩어리가 눈부시게 하얗게 빛나고 있는 것을 보았다. 그들은 멜키오르가 보기에 덜 가파르고 실용적으로 보이는 남쪽을 시도하기로 결정했지만, 눈사태가 그들을 막았다.
6시간 동안 우리는 산의 가파른 면을 힘들게 올라갔다. 많은 계단을 잘라야 했지만 대부분 눈 속에서 발을 디딜 수 있었다. 9시 반쯤 어려움은 훨씬 더 커졌다. 얼음 위에 10~12인치의 눈이 쌓였다. 우리는 안전하게 발을 디딜 수 없었고, 내 경사계는 48도 또는 49도의 각도를 표시했다. 계단을 오르기 전에 눈을 치워야 할 필요성이 그 아래에 있는 얼음을 깎아서 멜키오르의 작업을 매우 힘들게 만들었으며, 올라갈수록 어려움은 더 커졌다. 우리는 베일과 안경을 벗고 온 눈을 떼지 않으면서 발을 디딜 수 없을 정도로 불안정했다. 태양은 매우 뜨거웠고 구름은 보이지 않았다. 갑자기 태양의 열기가 우리 바로 위의 눈을 풀어 주었다. 그리고 매우 불쾌할 정도로 아주 가까운 작은 눈사태가 내려왔다.
가이드 크로니크는 매튜스에게 탐험을 포기할 것을 요청했다. 그들은 돌아서서 19시간을 걸어 저녁에 체르마트에 도착했다. 그들은 내리막길에서 다른 눈사태를 경험했고 매튜스의 눈은 심하게 화상을 입었다.

### 최초 등반
Laax의 JJ 베넨과 그린델발트의 울리히 벵거와 함께 존 틴돌은 1861년 8월 18일 오후 1시에 란다에서 등반을 시작했다. 그들은 야영을 하고, 다음날 오전 3시 35분에 등반을 재개했다. 틴돌은 낙관적이었지만 등반이 어려워졌다고 그는 썼다.